# Abraxas sinimartaria
Abraxas sinimartaria là một loài bướm đêm trong họ Geometridae.